# Festa (raduno)

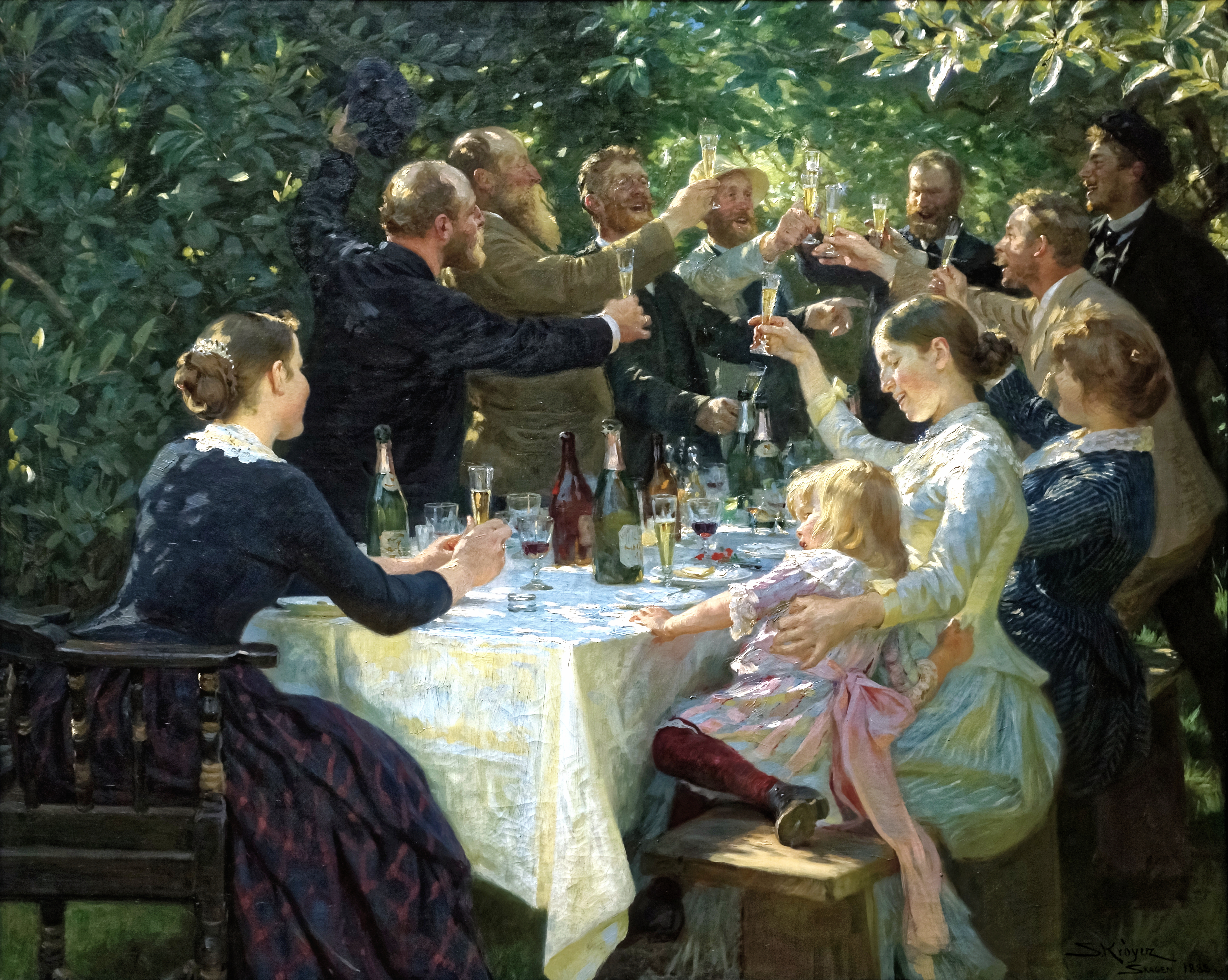
Hip, Hip, Hurrah! di Peder Severin Krøyer, un quadro raffigurante una festa del XIX secolo in Danimarca

Una festa è un raduno di persone invitate da un magnate per scopi di socializzazione, conversazione o svago, come parte di un festival o un'occasione speciale. Solitamente, una festa comprende del cibo o delle bevande, e occasionalmente della musica, ballo o altre forme di intrattenimento.

## Etimologia
Il termine “festa” deriva dal termine di origine latina festum (ricorrenza sacra, al plurale festa) che appartiene allo stesso ceppo semantico di feriae dalla prima declinazione latina (“tempo festivo”).

## Descrizione
Alcune feste sono tenute in onore di una specifica persona, giorno o evento, come a esempio la festa del Super Bowl o la festa di San Patrizio. Le feste non devono necessariamente essere private: alcuni locali, come ristoranti, bar o discoteche, organizzano delle feste nelle quali l'ospite deve pagare una somma di denaro all'entrata. Delle grandi feste si svolgono lungo le strade, come il Martedì grasso.

## Feste in giorni speciali

### Internazionali
- Natale (25 dicembre)
- Halloween (sera del 31 ottobre)
- Festa dei lavoratori (1º maggio)
- Martedì grasso (giorno finale del Carnevale)
- Capodanno (primo giorno dell'anno)
- Notte di San Silvestro (notte tra il 31 dicembre e il 1º gennaio)

## Galleria d'immagini

Festa tenutasi in casa a Denver, in Colorado
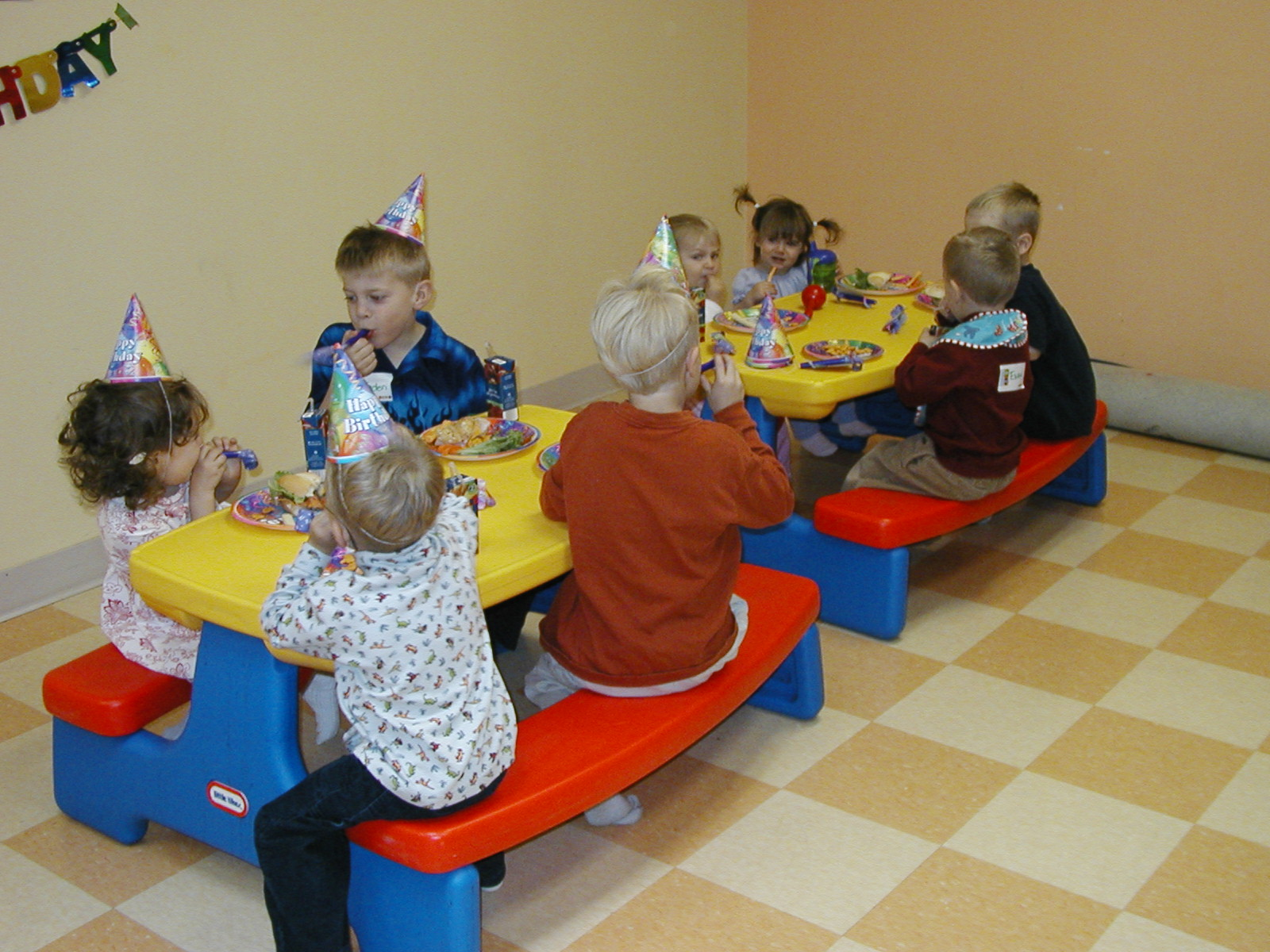
Una festa per bambini
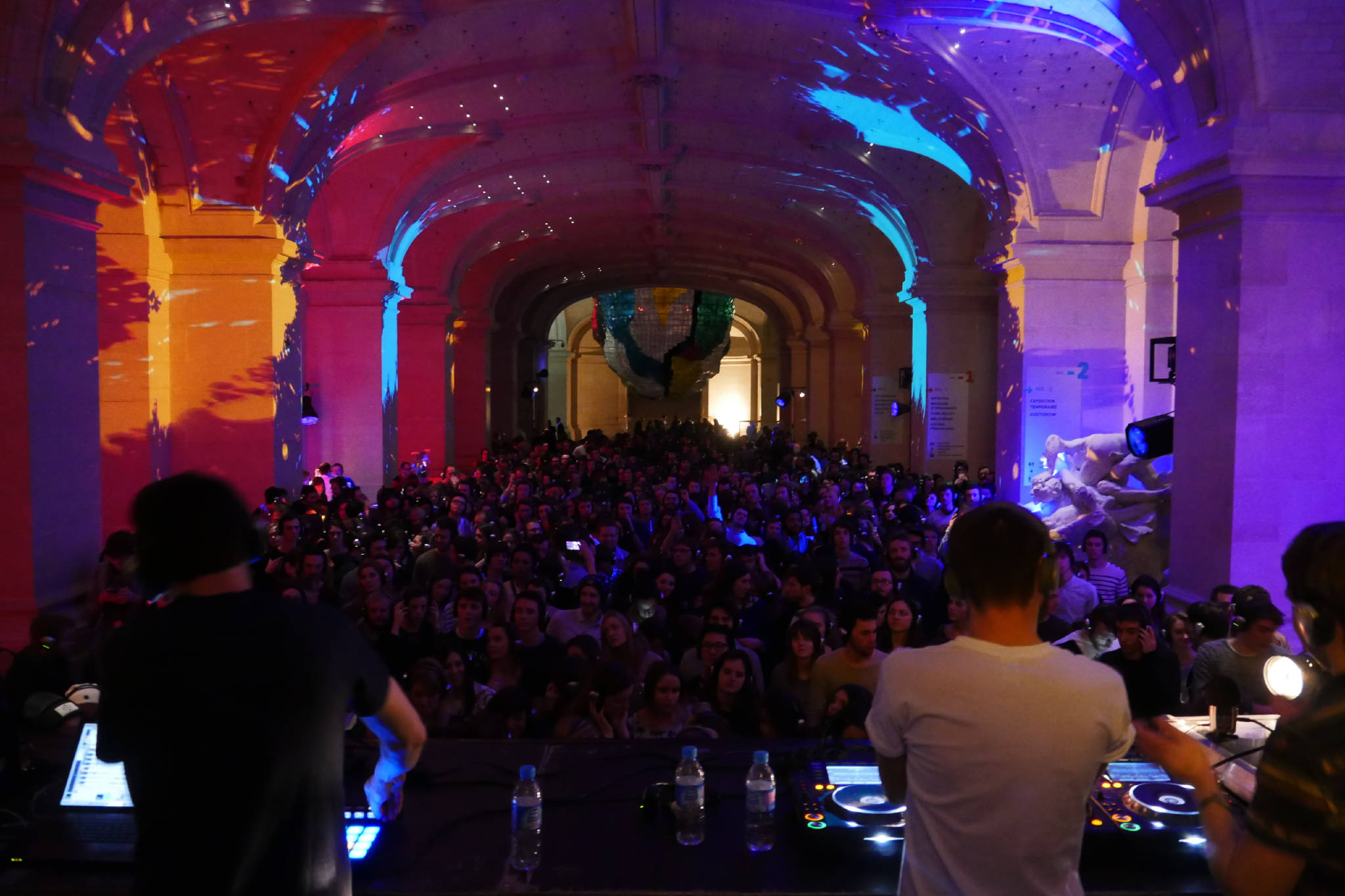
Un "silent party" (lett. festa silenziosa), dove gli ospiti della discoteca indossano delle cuffie per ascoltare la musica
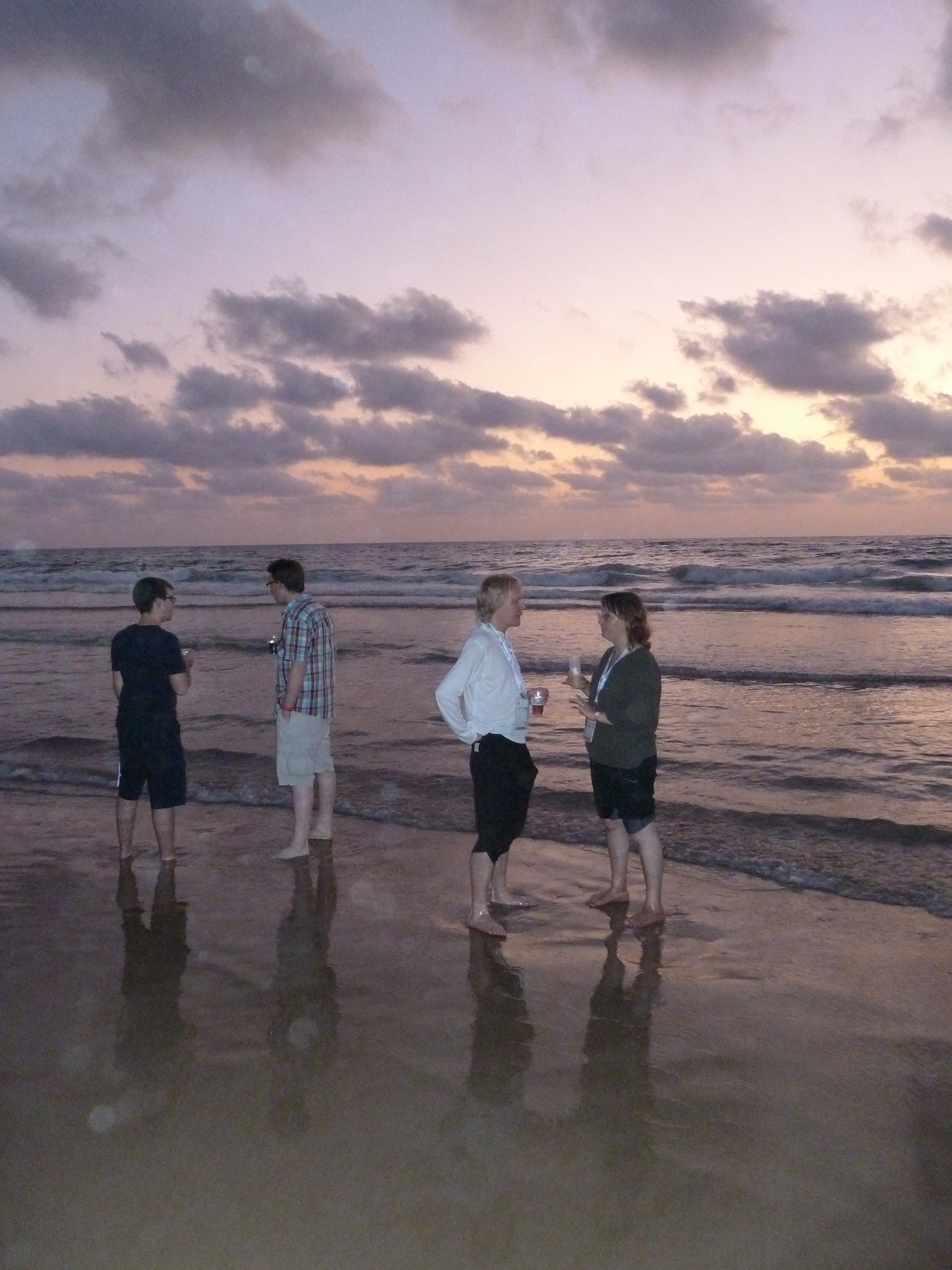
Una festa in spiaggia in occasione di Wikimania 2011 in Israele